# Беж боја
Беж (#F5F5DC)
Беж је светло браон боја.
Термин потиче од беж платна, памучне тканине остављене у њену природну боју, јер се показало да се користи за спектар светлости нијансе изабране због свог неутралног или топло бледог изгледа.
Почетком 1920-их, значење термина беж проширено је до тачке где се сада такође користи не само за бледожуте боје, већ и за широк спектар бледобраон нијанси.

## Беж
Прва забележена употреба беж боје, као име на енглеском језику је у 1887. Добила је име по Професору Фон Беж. 

### Тонови беж боје графикон поређења
- Беж (Hex: #F5F5DC) (RGB: 245, 245, 220)
- Cosmic Latte (Hex: #FFF8E7) (RGB: 255, 248, 231)
- Пустињски песак (Hex: #EDC9AF) (RGB: 237, 201, 175)
- Ecru (Hex: #C2B280) (RGB: 194, 178, 128)
- Француски беж (Hex: #A67B5B) (RGB: 166, 123, 91)
- Mode Беж (Drab or Sand dune) (Hex: #967117) (RGB: 150, 113, 23)